# Carol Chomsky
Carol Doris Chomsky, geboren als Carol Doris Schatz (* 1. Juli 1930 in Philadelphia; † 19. Dezember 2008 in Lexington) war eine US-amerikanische Linguistin, deren Arbeit sich dem Spracherwerb von Kindern widmete.

## Leben
Carol Chomsky wurde am 1. Juli 1930 in Philadelphia als Carol Doris Schatz geboren. 1949 heiratete sie den heutigen Linguisten und politischen Aktivisten Noam Chomsky, welchen sie bereits seit ihrer frühen Kindheit kannte. Sie erlangte 1951 den Bachelortitel für Französisch an der University of Pennsylvania. 1953 zog Chomsky mit ihrem Ehemann nach Hasorea, einem Kibbuz in Israel, den sie jedoch bereits nach kurzer Zeit wieder verließen. 1968 erlangte Chomsky den Doktorgrad für Sprachwissenschaften an der Harvard University.
Das heute wohl bekannteste Werk Chomskys ist The Acquisition of Syntax in Children From 5 to 10, welches 1969 erschien. Im Rahmen dieses Buches untersuchte Chomsky, wie sich das Verständnis von Kindern für die grammatikalische Struktur ihrer Muttersprache entwickelt und wie Kinder die dabei erworbenen Fähigkeiten bei der Interpretation komplexerer Sätze anwenden. Die frühere Ansicht, dass Kinder im Alter von fünf Jahren bereits die Syntax ihrer Muttersprache völlig erlernt hätten, wurde durch Chomskys Arbeit widerlegt. Ihre Forschung zeigte auf, dass Kinder auch nach dem Alter von fünf Jahren ihre Fähigkeiten, komplexe Satzkonstruktionen zu verstehen, noch weiterentwickeln.
Im Rahmen ihrer Forschung entwickelte Chomsky eine Methode mit dem Namen repeated reading, welche Kinder beim Erlernen flüssigen Lesens unterstützen sollte. Bei dieser Methode liest ein Kind eine Textpassage still, während eine gesprochene Aufnahme derselben Passage im Hintergrund abgespielt wird. Das Kind wiederholt diesen Vorgang so lange, bis es die Textpassage im Tempo der Aufnahme flüssig mitlesen kann. Forschungsergebnisse haben belegt, dass bereits eine viermalige Wiederholung zu einer Verbesserung des Lesens bei den meisten Kindern führte.
Von 1972 bis 1997 arbeitete Chomsky an einer Fakultät der Harvard University.
Im Alter von 78 Jahren erlag Chomsky einem Krebsleiden.